# Gran Premi del Brasil del 1987
Resultats del Gran Premi de Brasil de Fórmula 1 de la temporada 1987, disputat al circuit de Jacarepaguà, el 12 d'abril del 1987.

## Resultats
| Pos    | No | Pilot              | Equip                    | Voltes | Temps/ Retirada  | Pos. de sortida | Punts |
| ------ | -- | ------------------ | ------------------------ | ------ | ---------------- | --------------- | ----- |
| 1      | 1  | Alain Prost        | McLaren - TAG            | 61     | 1h 39' 45. 141   | 5               | 9     |
| 2      | 6  | Nelson Piquet      | Williams - Honda         | 61     | + 40.547 s       | 2               | 6     |
| 3      | 2  | Stefan Johansson   | McLaren - TAG            | 61     | + 56.758 s       | 10              | 4     |
| 4      | 28 | Gerhard Berger     | Ferrari                  | 61     | + 1' 39.235 min. | 7               | 3     |
| 5      | 20 | Thierry Boutsen    | Benetton - Ford          | 60     | + 1 Volta        | 6               | 2     |
| 6      | 5  | Nigel Mansell      | Williams - Honda         | 60     | + 1 Volta        | 1               | 1     |
| 7      | 11 | Satoru Nakajima    | Lotus - Honda            | 59     | + 2 Voltes       | 12              |       |
| 8      | 27 | Michele Alboreto   | Ferrari                  | 58     | Virolla          | 9               |       |
| 9      | 10 | Christian Danner   | Zakspeed                 | 58     | + 3 Voltes       | 17              |       |
| 10 (1) | 3  | Jonathan Palmer    | Tyrrell - Ford           | 58     | + 3 Voltes       | 18              |       |
| 11 (2) | 4  | Philippe Streiff   | Tyrrell - Ford           | 57     | + 4 Voltes       | 20              |       |
| 12 (3) | 14 | Pascal Fabre       | AGS - Ford               | 55     | + 6 Voltes       | 22              |       |
| Ret    | 18 | Eddie Cheever      | Arrows - Megatron        | 52     | Sobreescalfament | 14              |       |
| Ret    | 12 | Ayrton Senna       | Lotus - Honda            | 50     | Motor            | 3               |       |
| Ret    | 7  | Riccardo Patrese   | Brabham - BMW            | 48     | Part elèctrica   | 11              |       |
| Ret    | 8  | Andrea de Cesaris  | Brabham - BMW            | 21     | Diferencial      | 13              |       |
| Ret    | 17 | Derek Warwick      | Arrows - Megatron        | 20     | Motor            | 8               |       |
| WD     | 21 | Alex Caffi         | Osella - Alfa Romeo      | 20     | Retirada         | 21              |       |
| Ret    | 24 | Alessandro Nannini | Minardi - Motori Moderni | 17     | Suspensions      | 15              |       |
| Ret    | 9  | Martin Brundle     | Zakspeed                 | 15     | Turbo            | 19              |       |
| Ret    | 19 | Teo Fabi           | Benetton - Ford          | 9      | Turbo            | 4               |       |
| DSQ    | 23 | Adrián Campos      | Minardi - Motori Moderni | 3      | Desqualificat    | 16              |       |
| NVS    | 16 | Ivan Capelli       | March - Ford             | 0      | No va sortir     | 23              |       |

## Altres
- Pole: Nigel Mansell 1' 26. 128

- Volta ràpida: Nelson Piquet 1' 33. 861 (a la volta 41)